# Phygadeuon nigrescens
Phygadeuon nigrescens là một loài tò vò trong họ Ichneumonidae.